# Bobby Zarem
 (juillet 2025).
Robert Myron Zarem, dit Bobby Zarem, né le 30 septembre 1936 à Savannah (Géorgie) et mort le 26 septembre 2021 dans la même ville, est un célèbre attaché de presse américain.

## Biographie

### Jeunesse et formation
Bobby Zarem naît dans une famille juive orthodoxe à Savannah, en Géorgie. Son père, Harry Zarem, possède une entreprise de chaussures et sa mère, Rose Gold, est pianiste. Très jeune, il développe une passion pour le spectacle et la célébrité, collectionnant les autographes lors de séjours à New York.
Il fréquente la Phillips Academy Andover puis l'université Yale, où il obtient un diplôme en sciences politiques.

### Carrière
Après un passage à la United States Trust Company, il commence sa carrière dans le spectacle chez Columbia Artists Management. En 1968, il devient attaché de presse sous la direction de Joseph E. Levine. Il rejoint ensuite l’agence Rogers & Cowan en 1969, puis fonde sa propre société, Zarem Inc., en 1974.
Bobby Zarem se fait connaître pour son énergie débordante et son implication totale auprès de ses clients, parmi lesquels figurent Dustin Hoffman, Cher, Arnold Schwarzenegger, Michael Jackson, Diana Ross, Michael Douglas, Sophia Loren, Ann-Margret ou encore Alan Alda.
Il est à l’origine de campagnes de promotion majeures pour des films tels que Tommy, Saturday Night Fever, The China Syndrome, Rambo, Scarface, Pee-wee's Big Adventure et Danse avec les loups. Il joue aussi un rôle clé dans la popularisation du livre Minuit dans le jardin du bien et du mal de John Berendt, contribuant à faire de Savannah une destination touristique prisée.

### Influence et héritage
Surnommé « Superflack » par la presse, il forme de nombreux attachés de presse et influence durablement le métier à New York. Il inspire également le personnage d’Eli Wurman, incarné par Al Pacino dans le film People I Know (2002).

### Vie personnelle
Bobby Zarem ne s’est jamais marié et n’a pas eu de relation intime connue, consacrant sa vie à sa carrière. Il consulte pendant plus de trente ans le psychiatre tchécoslovaque Samuel Lowy.
Il meurt à Savannah le 26 septembre 2021, des suites d’un cancer du poumon, quatre jours avant son 85e anniversaire.

## Sources et  références
- https://www.imdb.com/fr/name/nm0953432/
- https://www.odwyerpr.com/story/public/16829/2021-09-27/legendary-publicist-bobby-zarem-dies-at-84.html
- https://www.imdb.com/fr/name/nm14838158/
- https://www.nytimes.com/2021/09/26/obituaries/bobby-zarem-dead.html
- https://www.imdb.com/fr/name/nm0953432/
- https://www.anthonypalliser.com/galerie/les-gens/nggallery/slideshow
- https://numerique.banq.qc.ca/patrimoine/details/52327/2214717